# Виползово (Ардатовський район)
Виползово (рос. Выползово) — село в Росії у складі Ардатовського району Нижньогородської області. Входить до складу Личадеєвської сільської ради.

## Географія
Розташоване за 14 км на північний схід від Ардатова на правому березі річки Нуча. Річка має круті, обривисті (до 8 м) берега.
У самому селі є два невеликих озера. За 3 км на південний схід від села розташоване урочище Роща.
З'єднується степовими ґрунтовими дорогами на північному сході з с. Левашово (1,5 км), на південному заході з с. Сосновка (6 км), на півдні з с. Ризадеєво (4 км), на заході з с. Нучарово (3 км).

## Населення
| 1999 | 2002 | 2010 |
| ---- | ---- | ---- |
| 112  | ↘101 | ↘53  |